# Lech (Vorname)
Lech ist ein polnischer männlicher Vorname. Häufig wird der Name Leszek als Verkleinerungsform zu Lech bezeichnet, was aber historisch nicht belegt ist; tatsächlich kann es sich umgekehrt bei Lech um das Augmentativ zu Leszek handeln, da Leszek (auch Lestek) früher in historischen Quellen auftaucht. Der Stamm der Namen kann zusammenfallen, es gilt aber als unbelegt.

## Namensträger

### Legendäre Personen
- Lech (Herzog), sagenhafter Urvater der Polen
- Lech (Sohn von Krak), sagenhafter Herrscher Polens

### Historische Personen
- Lecho (Lech) († 805), Fürst in Böhmen
- Lech Bądkowski (1920–1984), polnischer Schriftsteller, Journalist und Politiker
- Lech Gardocki (* 1944), polnischer Rechtswissenschaftler und Richter
- Lech Janerka (* 1953), polnischer Rockmusiker, Sänger, Bassist und Komponist
- Lech Jankowski (* 1956), polnischer Komponist, Maler und Ethnologe
- Lech Kaczyński (1949–2010),  polnischer Staatspräsident
- Lech Koziejowski (* 1949), polnischer Florettfechter und Olympiasieger
- Lech Majewski (General) (* 1952), polnischer General
- Lech Majewski (Regisseur) (* 1953), polnischer Künstler
- Lech Ordon (1928–2017), polnischer Schauspieler
- Lech Piasecki (* 1961), polnischer Radrennfahrer
- Lech Raczak (1946–2020), polnischer Schauspieler und Regisseur, Theaterwissenschaftler und -pädagoge
- Lech Antonio Uszynski (* 1986), polnisch-schweizerischer Bratschist
- Lech Wałęsa (* 1943), polnischer Gewerkschaftsführer und Staatspräsident